# Родина (картина Дубовского)
«Ро́дина» — пейзаж русского художника Николая Дубовского (1859—1918), оконченный в 1905 году. Принадлежит Омскому областному музею изобразительных искусств имени М. А. Врубеля (инв. Жр-199). Размер — 165 × 275 см.
Полагают, что Дубовской работал над картиной в 1903—1904 годах, а датой окончания работы считается 1905 год, согласно подписи художника в правом нижнем углу картины. Полотно было представлено на 33-й выставке Товарищества передвижных художественных выставок («передвижников»), открывшейся в феврале 1905 года в Петербурге, а в апреле того же года переехавшей в Москву. Картина «Родина» была приобретена музеем Императорской Академии художеств за 4000 рублей. В 1911 году полотно с большим успехом экспонировалось на Всемирной художественной выставке в Риме. Художник Илья Репин, находившийся в то время в Италии, назвал картину Дубовского лучшим пейзажем всей выставки.
Картину «Родина», так же как и более раннее полотно «На Волге» (1892, ГТГ), относят к крупноформатным эпическим произведениям Николая Дубовского. Искусствовед Владислав Зименко писал, что полотно «Родина» выделяется «великолепным, зрелым мастерством, глубиной и ясностью образа», а также отмечал, что «эта глубокая, уверенно написанная, сочная по краскам картина сложна по своему образно-эмоциональному строю». По словам искусствоведа Тамары Юровой, картина стала «своеобразным итогом творчества художника», поскольку в оставшиеся годы жизни ему не удалось создать столь же значительных произведений.

## История
Дебют Николая Дубовского на выставках передвижников состоялся в 1884 году — на 12-й выставке Товарищества передвижных художественных выставок экспонировался его пейзаж «Зима». С тех пор в России картины Дубовского представлялись исключительно на передвижных выставках. В 1886 году он был принят в Товарищество, а впоследствии стал одним из его самых активных деятелей. Большую известность получило полотно Дубовского «Притихло», представленное на 18-й передвижной выставке, открывшейся в феврале 1890 года в Петербурге. В 1898 году Императорская Академия художеств признала Дубовского академиком пейзажной живописи, а в 1900 году избрала его своим действительным членом.

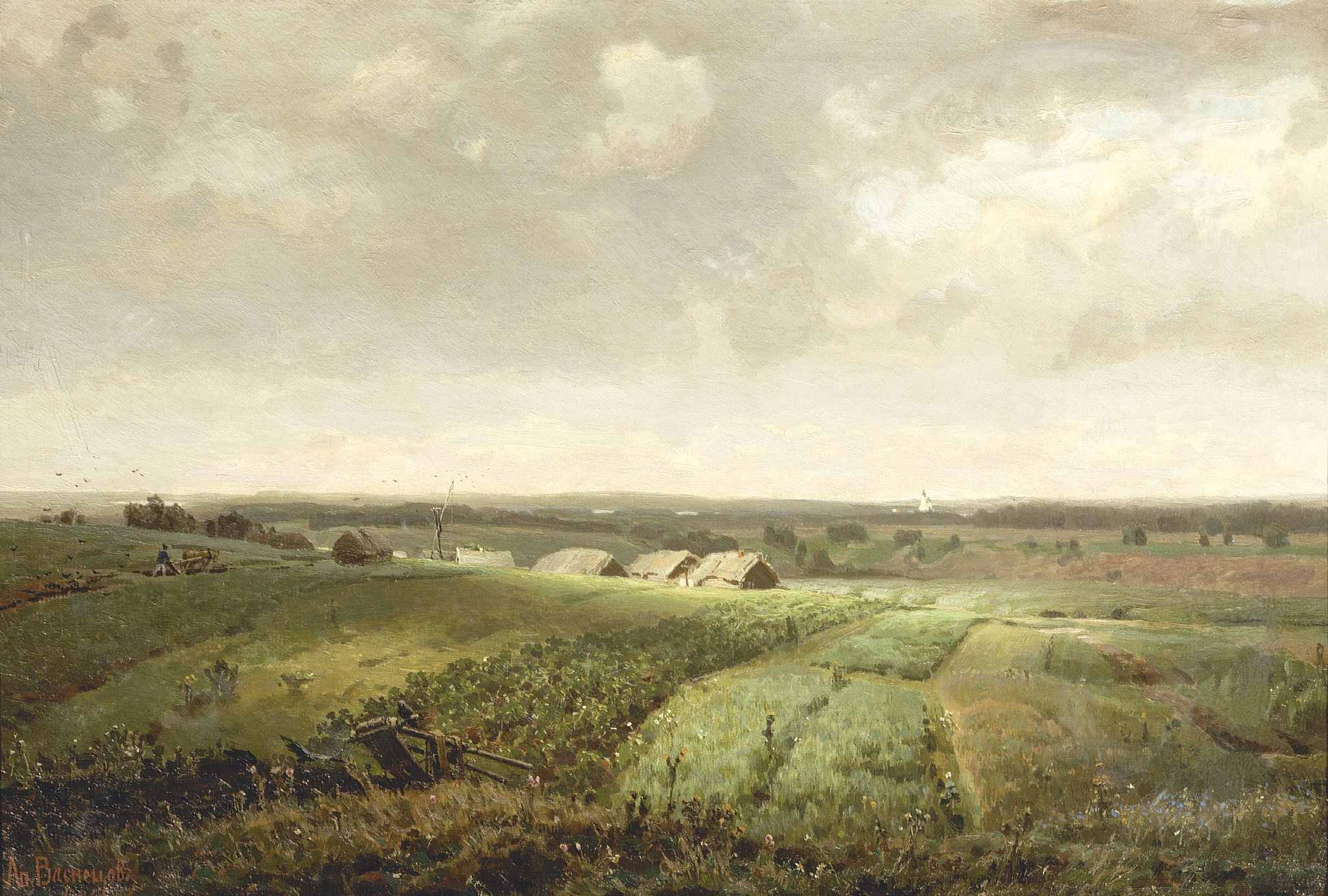
А. М. Васнецов. Родина (холст, масло, 49 × 73 см, 1886, ГТГ)

Исследователи творчества Дубовского полагают, что художник работал над картиной «Родина» в 1903—1904 годах. Датой окончания работы над полотном считается 1905 год, согласно подписи художника в правом нижнем углу картины — «Н. Дубовской 1905»; эта же дата указана в каталоге Омского областного музея изобразительных искусств имени М. А. Врубеля. Искусствоведы считают, что предвестниками создания картины были более ранние произведения Дубовского, такие как «Земля» (показанная на 22-й выставке передвижников в 1894 году), «Жатва» (1898), «После проливных дождей» и «Пашня» (1900). Важным этапом в работе над этой темой считается одноимённое полотно 1892 года, хранящееся в Художественной галерее Фонда поколений в Ханты-Мансийске (холст, масло, 162 × 143 см). Также считается, что на Дубовского могло оказать влияние одноимённое полотно Аполлинария Васнецова, написанное в 1886 году и хранящееся в Государственной Третьяковской галерее (холст, масло, 49 × 73 см, инв. 967). Среди эскизов, написанных Дубовским в процессе работы над картиной «Родина», известно хранящееся в Нижнетагильском музее изобразительных искусств полотно «Перед грозой» (холст, масло, 63 × 88 см, инв. Ж-747), поступившее туда в 1989 году из Государственного Русского музея.

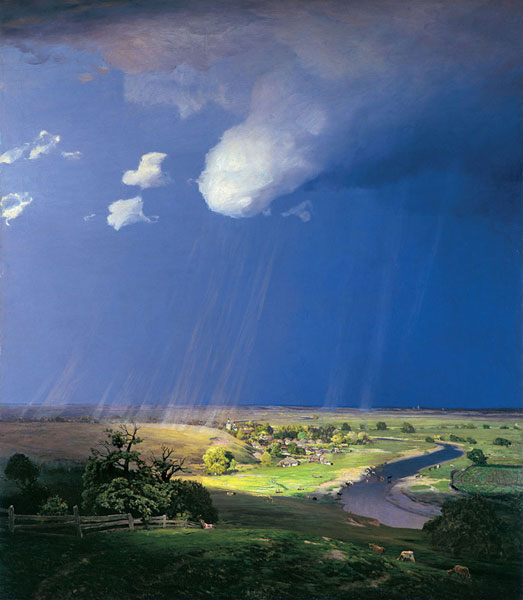
Н. Н. Дубовской. Родина (холст, масло, 162 × 143 см, 1892, Художественная галерея Фонда поколений, Ханты-Мансийск)

Художник Яков Минченков в своих воспоминаниях описывал следующее происшествие, случившееся с картиной «Родина» в один из дней, когда он навещал Дубовского. Полотно к тому времени было уже почти закончено, на нём оставалось только наиболее выгодным способом расположить волов с пахарем. Вечером, когда Минченков пил чай с Дубовским и его родными, в мастерскую пробрался маленький сын Николая Никаноровича, Серёжа. Каким-то образом раздобыв палитру с красками, Серёжа решил «поправить» картину своего отца. По-видимому, ему показалось, что двух ворон для такой картины слишком мало, и он разукрасил чёрными пятнами всё полотно. В конце чаепития в мастерскую заглянула сестра Дубовского и пришла в ужас. По всей видимости, художнику потребовалось изрядно потрудиться, чтобы избавить картину от чёрных пятен, нанесённых его сыном.
Полотно «Родина» было представлено на 33-й выставке Товарищества передвижных художественных выставок («передвижников»), открывшейся в феврале 1905 года в здании Императорского общества поощрения художеств в Петербурге. В апреле того же года передвижная выставка переехала в Москву, где проходила в помещении Московского училища живописи, ваяния и зодчества. Полотно Дубовского было встречено на выставке с большим подъёмом, поскольку, согласно Фаине Мальцевой, «реалистичностью изображения и силой созданного образа оно будило у зрителя чувство высокой любви к родине».

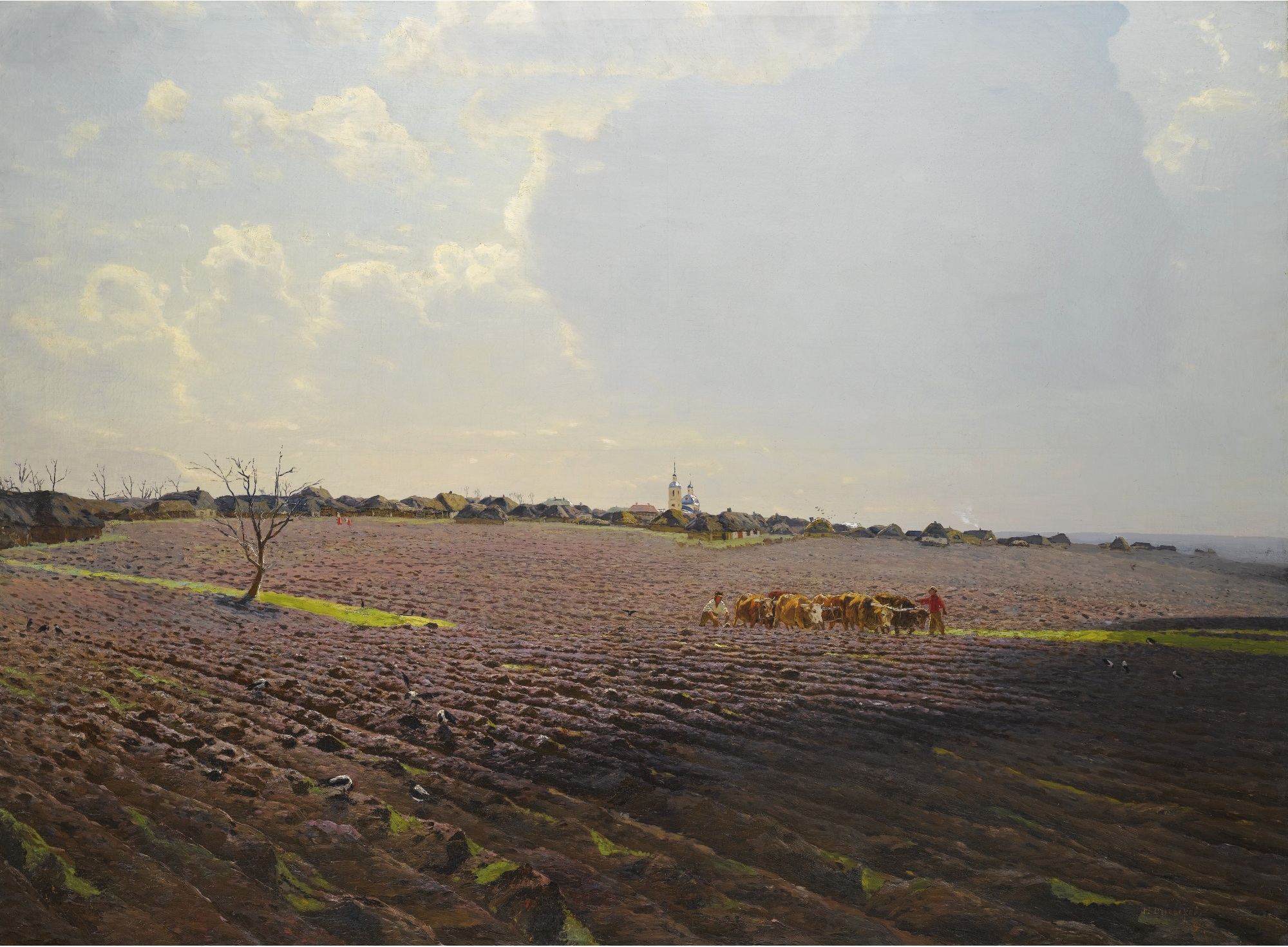
Н. Н. Дубовской. Земля (холст, масло, 104 × 143 см, 1894, частная коллекция)

Картина «Родина» была приобретена музеем Императорской Академии художеств за 4000 рублей. В 1911 году полотно с большим успехом экспонировалось на Всемирной художественной выставке в Риме, куда оно было направлено «в числе лучших произведений русской школы живописи». Художник Илья Репин, находившийся в то время в Риме, высоко оценил картину Дубовского, назвав её лучшим пейзажем всей выставки. По словам искусствоведа Владислава Зименко, картина «Родина» «решительно господствовала там среди современных ей пейзажей, собранных со всего мира».
В 1925 году полотно было передано из музея Академии художеств в создаваемый в то время художественный отдел Западно-Сибирского краевого музея, на базе которого впоследствии был создан Омский областной музей изобразительных искусств, ныне носящий имя М. А. Врубеля. Всего из центральных музейных фондов к 1925 году в Омск было передано около 150 живописных работ, среди которых, помимо «Родины», было ещё одно полотно Дубовского — «Закат» (холст, масло, 105 × 130 см, 1903, инв. Жр-200). Значительная заслуга в создании омской коллекции живописи принадлежала тогдашнему директору Западно-Сибирского краевого музея и руководителю его художественного отдела Фёдору Мелёхину, а также оказывавшему ему содействие в отборе картин искусствоведу Николаю Машковцеву, который в то время возглавлял подотдел провинциальных музеев Главнауки.
Картина «Родина» экспонировалась на выставке произведений Дубовского, проходившей в 1938 году в Государственном Русском музее в Ленинграде и посвящённой 20-летию со дня смерти художника. Полотно неоднократно реставрировалось: в 1958 году — бригадой Государственных центральных художественно-реставрационных мастерских (ГЦХРМ) под руководством Ии Тихомировой, в 1973 году — Валентиной Бекишевой, а в 1988 и 2012 годах — Натальей Минько.

## Описание

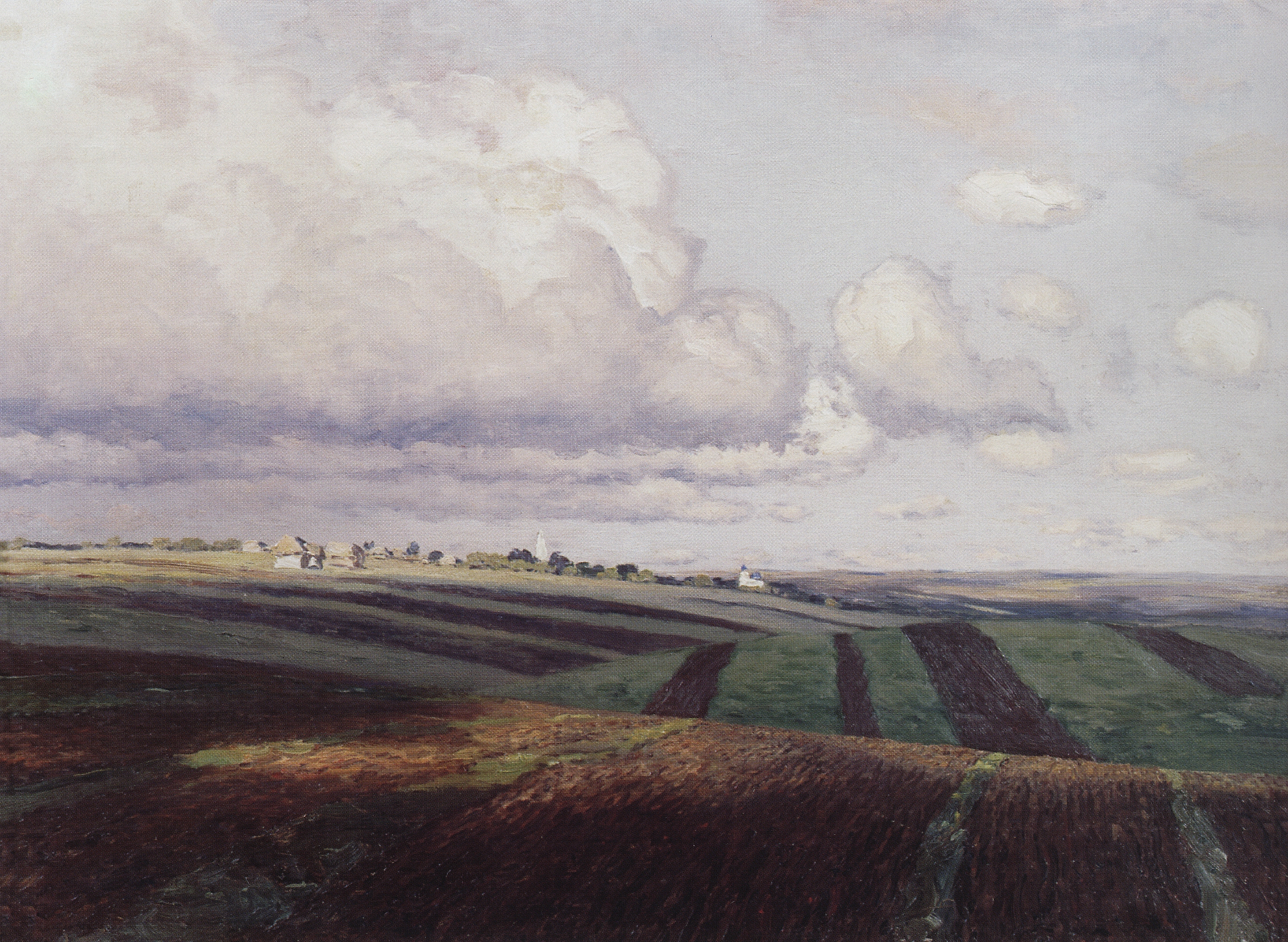
Н. Н. Дубовской. Перед грозой (холст, масло, 63 × 88 см, 1903—1904, НТМИИ)

Как и у многих других произведений Дубовского, композиция картины «Родина» отличается простотой. На ней изображён широкий простор полей. Пейзаж показан как бы с высоты птичьего полёта — это даёт художнику возможность значительно увеличить широту охвата изображения. По небу плывут крупные облака, глубокие тени от которых покрывают значительную часть холмистой поверхности земли.
На переднем плане — участок вспаханной земли. Запряжённые волы тянут плуг, за которым идёт крестьянин. Художник передаёт необъятность пространства полей, показывая перепаханные чёрные полосы, уходящие к горизонту. Вдали видны домики деревень. Бо́льшая часть поверхности земли покрыта тенью от о́блака, которая приглушает свежую зелень. Дальний план освещён солнцем — этот эффект усиливает впечатление бескрайности полей. Богатство и звучность колорита картины достигаются за счёт удачного выбора расположения освещённых и затенённых участков. Переданный эффект освещения «вносит в пейзаж декоративное начало, которое, однако, не вредит пластической выразительности образа, но ещё более усиливает могучую и широкую цветовую оркестровку всей картины».

## Отзывы и критика
Художник Илья Репин, находившийся в Риме во время Всемирной художественной выставки 1911 года, на которой экспонировалась картина «Родина», так описывал своё впечатление от этого полотна в письме Дубовскому от 30 апреля 1911 года: «Ах, какая это вещь! Лучший пейзаж всей выставки, всемирной, римской! Вас, Ник[олай] Никан[орович], я особенно поздравляю! Ещё никогда Вы не были так великолепны и могущественны. Оригинальная, живая и красивейшая картина!!!». В своих «Воспоминаниях о передвижниках» художник Яков Минченков писал, что в картине «Родина» Дубовской снова нашёл себя, прежним голосом запел про родные поля, с длинными полосами пашен и заброшенной деревушкой вдали — и всё это в широком просторе, под осенними облаками, тени от которых наводят тревожную грусть.
Искусствовед Владислав Зименко писал, что произведения Дубовского 1900-х годов, в особенности картина «Родина», выделяются «великолепным, зрелым мастерством, глубиной и ясностью образа». Обсуждая полотно «Родина», Зименко отмечал, что «эта глубокая, уверенно написанная, сочная по краскам картина сложна по своему образно-эмоциональному строю». По его словам, в этом произведении свободно и смело утверждается «чувство радости и гордости от сознания обширности и обилия родной земли», но наряду с этим можно заметить и «скорбные нотки тяжёлого раздумья над судьбами страны, народ которой живёт в вопиющей темноте и нищете, зная один только тяжкий труд».
Искусствовед Тамара Юрова писала, что картина «Родина», в которой Дубовскому удалось «с наибольшим размахом и полнотой выразить лучшие стороны своего дарования», явилась синтезом его представлений о русском пейзаже. По её словам, в этом полотне были воплощены размышления Дубовского о жизни и труде человека, а также о земле, на которой он трудится, которую он обрабатывает своими руками изо дня в день. Она отмечала, что наблюдения, сделанные художником при создании предшествующих полотен, в картине «Родина» обрели обобщающий философский смысл, а «аналитический подход Дубовского к миру природы достиг здесь большой широты охвата и глубины». По словам Юровой, полотно «Родина» представляет собой своеобразный итог всего творчества художника, поскольку в оставшиеся годы жизни Дубовскому не удалось создать столь же значительных произведений.
Искусствовед Фаина Мальцева называла полотно «Родина» наиболее интересным из произведений Дубовского 1900-х годов, начало которых, наряду с 1890-ми годами, она относила к периоду наивысшего подъёма творчества художника. Мальцева писала, что в картине «Родина» Дубовскому удалось «с большой реалистической силой передать грандиозное пространство полей с раскинутыми среди них деревнями». По мнению Мальцевой, в этом монументальном произведении художнику удалось создать обобщённый образ, который вобрал в себя многое из того, что разрабатывалось им в более ранних пейзажах с мотивами полей.